# Kristian Bećiri
Kristian Bećiri (* 14. Juni 1994 in Heppenheim, Deutschland) ist ein kroatischer Handballspieler.

## Karriere

### Verein
Der in Deutschland geborene Bećiri lernte das Handballspielen in Kroatien beim RK Mornar Crikvenica. Über den MRK Kozala Rijeka gelangte der 2,02 m große Kreisläufer nach Slowenien, das Geburtsland seiner Mutter. Nach zwei Jahren beim RK Gorenje Velenje, mit dem er das Halbfinale im EHF-Pokal 2014/15 erreichte, und einem Jahr beim RK Maribor Branik nahm ihn 2016 der slowenische Rekordmeister RK Celje Pivovarna Laško unter Vertrag. Mit Celje gewann er 2017, 2018 und 2019 die Meisterschaft sowie 2017 und 2018 den Pokal. Zur Saison 2019/20 wechselte er zum kroatischen Serienmeister RK Zagreb. Nachdem die Saison wegen der Covid-19-Pandemie abgebrochen worden war, ging er im Sommer 2020 zum deutschen Zweitligisten ThSV Eisenach. Bereits im Januar 2021 wurde er vom Bundesligisten HBW Balingen-Weilstetten verpflichtet. Mit Balingen stieg er 2022 aus der Bundesliga ab und kehrte 2023 wieder ins deutsche Oberhaus zurück. Nachdem sein Vertrag im Sommer 2023 ausgelaufen war, wechselte er im September 2023 nach Österreich zur HSG Bärnbach/Köflach.

### Nationalmannschaft
Mit der kroatischen Jugendnationalmannschaft gewann Bećiri bei der U-19-Weltmeisterschaft 2013 die Silbermedaille.
Mit der kroatischen A-Nationalmannschaft belegte er bei der Weltmeisterschaft 2019 den 6. Platz, dabei warf er ein Tor in drei Einsätzen.
Bisher bestritt er mindestens fünf Länderspiele, in denen er ein Tor erzielte.